# Ачакзай, Мохаммад Хан
Мохаммад Хан Ачакзай (англ. Mohammad Khan Achakzai; 1 января 1930, Кила-Абдулла, Британская Индия — 12 июня 2023) — государственный и политический деятель Пакистана. Являлся губернатором Белуджистана с 2013 по 2018 год.

## Биография
Является сыном Абдула Самада Хана Ачакзая, старшим братом политиков Махмуда Хана Ачакзая и Хамида Хана Ачакзая. Окончил Университет Пенджаба, Университет Стратклайда и Гарвардский университет.
Связан с партией Пахтунхва Милли Авами и происходит из известной политической семьи Ачакзай в Белуджистане. Мохаммад Хан Ачакзай был назначен губернатором Белуджистана 11 июня 2013 года. Ушел в отставку с должности губернатора 6 сентября 2018 года.

## Примечание
1. 1 2 3  President appoints Muhammad Khan Achakzai as Governor Balochistan. Express Tribune. 11 июня 2013. Архивировано 20 июня 2018. Дата обращения: 12 июня 2013.
2. ↑  Biography - Governor House Balochistan. governorbalochistan.gov.pk. Дата обращения: 18 ноября 2018. Архивировано из оригинала 18 ноября 2018 года.
3. ↑  Governor Balochistan Muhammad Khan Achakzai resigns. www.thenews.com.pk. Дата обращения: 15 ноября 2021. Архивировано 7 сентября 2018 года.